# Urbain Decottignies
Urbain Decottignies, né le 5 juillet 1913 à Marquette-lez-Lille et mort le 7 juillet 1998 à Draguignan, est un footballeur français qui achève sa carrière en 1939. 
Il joue toute sa carrière à l'Olympique lillois, avec lequel il est champion de France en 1933.

## Biographie
Lors de la finale du championnat en 1933, il est le passeur décisif sur le troisième but lillois, donnant la victoire et le titre à l'OL face à l'AS Cannes (4-3).

## Statistiques
| Saison    | Club              | Championnat        | Championnat | Championnat | Coupe(s) nationale(s) | Coupe(s) nationale(s) | Total | Total |
| Saison    | Club              | Division           | M.          | B.          | M.                    | B.                    | M.    | B.    |
| 1932-1933 | Olympique lillois | Division Nationale | 10          | 4           | -                     | -                     | 10    | 4     |
| 1933-1934 | Olympique lillois | Division 1         | 18          | 14          | -                     | -                     | 18    | 14    |
| 1934-1935 | Olympique lillois | Division 1         | 21          | 7           | -                     | -                     | 21    | 7     |
| 1935-1936 | Olympique lillois | Division 1         | 23          | 10          | 1                     | 2                     | 24    | 12    |
| 1936-1937 | Olympique lillois | Division 1         | 8           | 2           | -                     | -                     | 8     | 2     |
| 1937-1938 | Olympique lillois | Division 1         | 4           | 0           | -                     | -                     | 4     | 0     |
| 1938-1939 | Olympique lillois | Division 1         | 1           | 0           | -                     | -                     | 1     | 0     |

## Palmarès
- Champion de France en 1933 avec l'Olympique lillois
- Vice-champion de France en 1936